# OpenMandriva Lx
OpenMandriva Lx — дистрибутив Linux, который был создан некоммерческой организацией OpenMandriva Association. Дистрибутив был первоначально основан на Mandriva Linux.

## История

### Появление дистрибутива
OpenMandriva Lx — дистрибутив Linux от сообщества. Первоначально, предлагая Mandriva Linux 2012, о существовании OpenMandriva было заявлено в мае 2012 года, когда Mandriva S.A. пыталась избегать банкротства, отказавшись от разработки Mandriva Linux. Первая стабильная версия OpenMandriva Lx 2013 «Oxygen» была выпущена в конце 2013 года.

### OpenMandriva Association
OpenMandriva Association была создана 12 декабря 2012 года в соответствии с французским законодательством 1901 года. Закон контролирует сообщество OpenMandriva, мировое сообщество людей, которые интересуются свободным программным обеспечением, и которые обеспечивают лидерство в создании и распространении открытого кода и совместного контента. OpenMandriva Association управляет проектами свободного программного обеспечения, включая OpenMandriva Lx.

### Среда разработки OpenMandriva Lx
Средой разработки OpenMandriva Lx является ABF (Automated Build Farm), которая может управлять исходными кодами и компилировать их в бинарные файлы. Также, ABF создаёт репозитории с пакетами и ISO-образы.

## Версии
OpenMandriva Lx 2013.0 вышла 22 ноября 2013 года под кодовым именем «Oxygen». Данная версия была первым релизом OpenMandriva Lx, и была форком Mandriva Linux 2011.0. Версия включает в себя KDE 4.11.2. В качестве меню была назначена SimpleWelcome, медиаплеер ROSA Media Player 1.6, Mozilla Firefox 25.0, LibreOffice 4.1.3 и ядро Linux 3.11.6.
OpenMandriva Lx 4.0 также поддерживают архитектуры ARM64 (aarch64) и ARM v7 (armv7hnl). После прибытия платы RISC-V, OpenMandriva начнёт портировать дистрибутив на процессоры и архитектуры с открытым исходным кодом.
OpenMandriva Lx 2014 «Phosphorus» была выпущена 1 мая 2014 года. Один из основателей Mandriva Linux Гаэль Дюваль (Gaël Duval) хорошо оценил эту версию.
Версия OpenMandriva Lx 2014.2 с кодовым названием «The Scion», с некоторыми исправлениями ошибок, была выпущена 29 июня 2015 года.
В 2015 году, появилась альфа-версия OpenMandriva Lx 2015. Так как версия разрабатывалась весь 2015 год, в 2016 году, версия стала называться OpenMandriva Lx 3.0 Beta. Стал использоваться компилятор Clang вместо gcc.
Стабильная версия OpenMandriva Lx 3.0 была выпущена в августе 2016 года, затем исправленная версия 3.01 в декабре 2016 года, и версия 3.02 в июне 2017 года.
Стабильная версия OpenMandriva Lx 3.03 была выпущена в ноябре 2017 года.
Стабильная версия OpenMandriva Lx 4.0, была выпущена в июне 2019 года. Значимое нововведение в данной версии — переход с пакетного менеджера Urpmi на DNF, включая замену rpmdrake на dnfdragora.
В январе 2023 года, сообщество OpenMandriva выпустило версию "ROME" с моделью обновления Rolling release. Эта версия содержит последние версии доступных пакетов программного обеспечения.
OpenMandriva Lx 5.0 вышла 25 ноября 2023 года. OpenMandriva Lx 6.0 вышла 20 апреля 2025 года.

### История версий
| Версия | Кодовое имя | Дата релиза     | Дата окончания поддержки               | Версия ядра |
| --- | ----------- | --------------- | -------------------------------------- | ----------- |
| 2013.0 | Oxygen      | 22 ноября 2013  | 28 мая 2014                            | 3.11.8      |
| 2014.0 | Phosphorus  | 1 мая 2014      | 21 ноября 2017                         | 3.13.11     |
| 2014.1 | Phosphorus  | 26 октября 2014 | 21 ноября 2017                         | 3.15.10     |
| 2014.2 | The Scion   | 29 июня 2015    | 21 ноября 2017                         | 3.18.12     |
| 3.0 | Einsteinium | 14 августа 2016 | 16 июля 2019                           | 4.6.5       |
| 3.01 | Einsteinium | 25 декабря 2016 | 16 июля 2019                           | 4.9.0       |
| 3.02 | Einsteinium | 21 июня 2017    | 16 июля 2019                           | 4.11.3      |
| 3.03 | Einsteinium | 21 ноября 2017  | 16 июля 2019                           | 4.13.12     |
| 4.0 | Nitrogen    | 16 июня 2019    | 1 марта 2020                           | 5.1.9       |
| 4.1 | Mercury     | 1 февраля 2020  | 12 марта 2021                          | 5.5.5       |
| 4.2 | Argon       | 12 февраля 2021 | 7 марта 2022                           | 5.10.14     |
| 4.3 | Dysprosium  | 7 февраля 2022  | 1 месяц после выпуска версии 5.0       | 5.16.7      |
| 5.0 | Iodine      | 25 ноября 2023  | через 1 месяц после следующего выпуска | 6.3.x       |
| 6.0 | Vanadium    | 20 апреля 2025  | через 1 месяц после следующего выпуска | 6.14.2      |
| ROME | ROME        | 7 января 2023   | роллинг-релиз                          | 6.14.x      |
| Легенда:Старая версия, не поддерживаетсяСтарая поддерживаемая версияТекущая версияТестовая версияБудущая версия |             |                 |                                        |             |

## Скриншоты

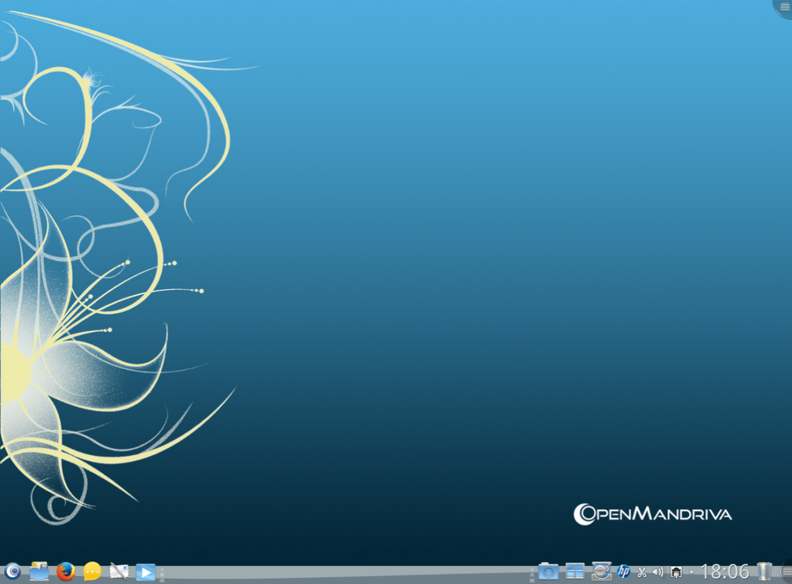
OpenMandriva Lx 2013.0
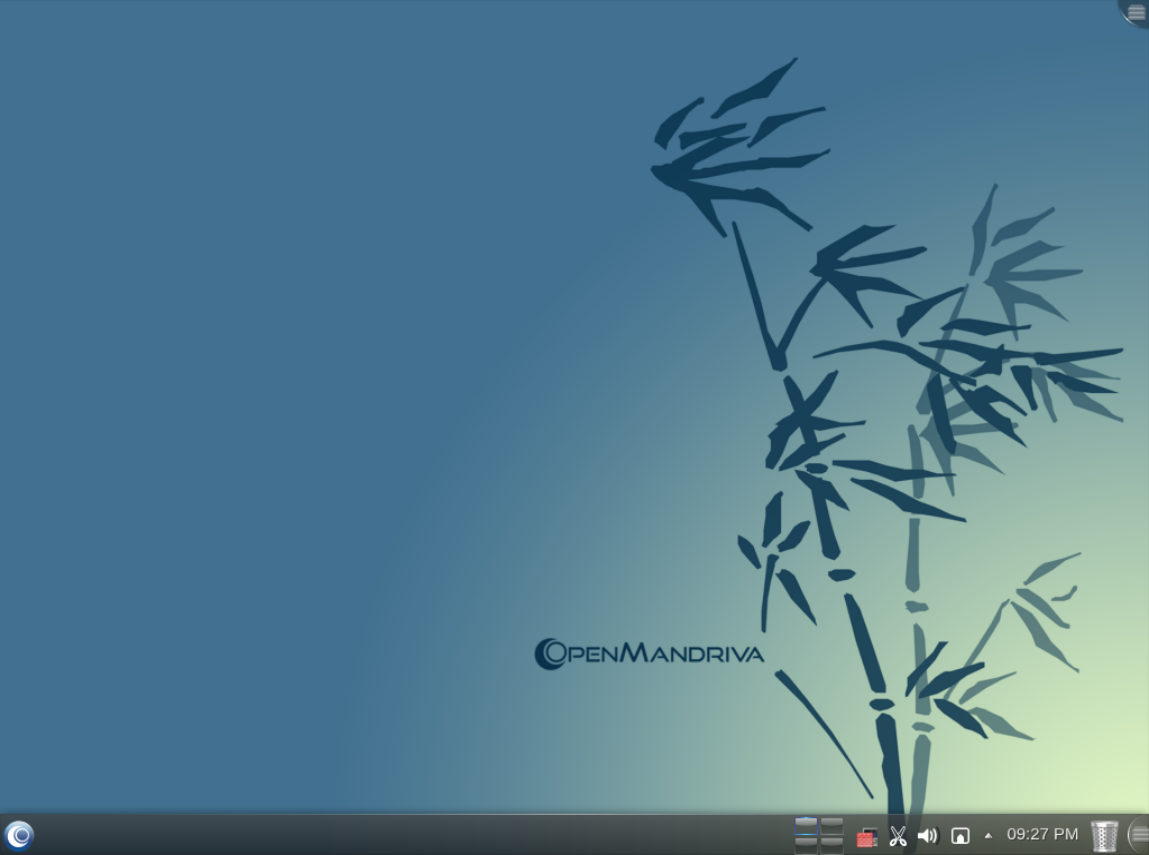
OpenMandriva Lx 2014.0
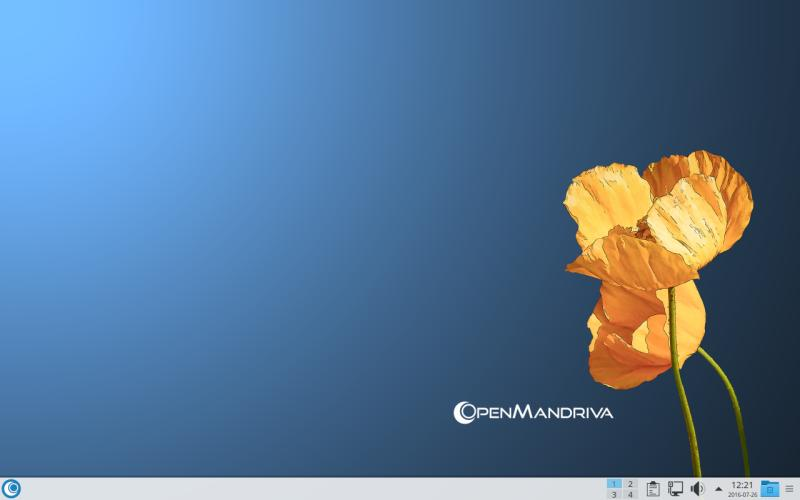
OpenMandriva Lx 3.0
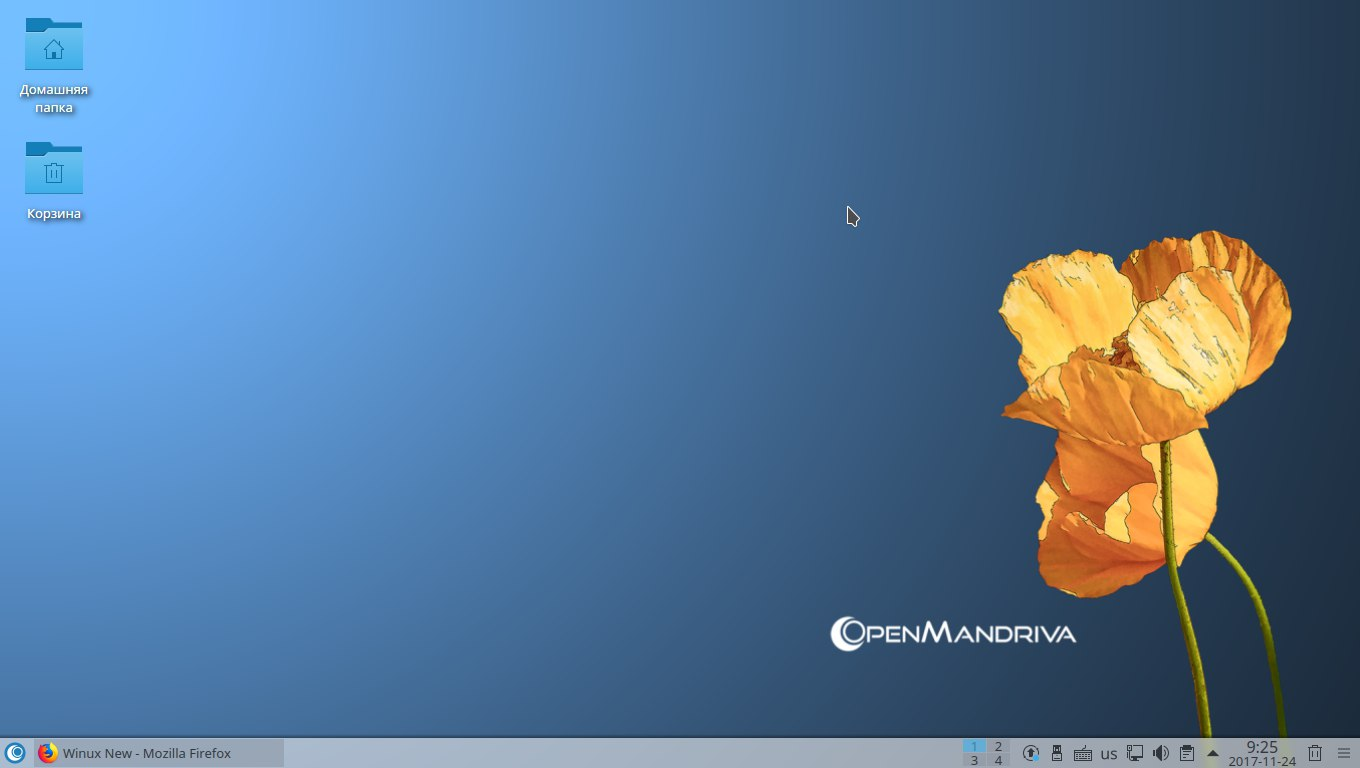
OpenMandriva Lx 3.03
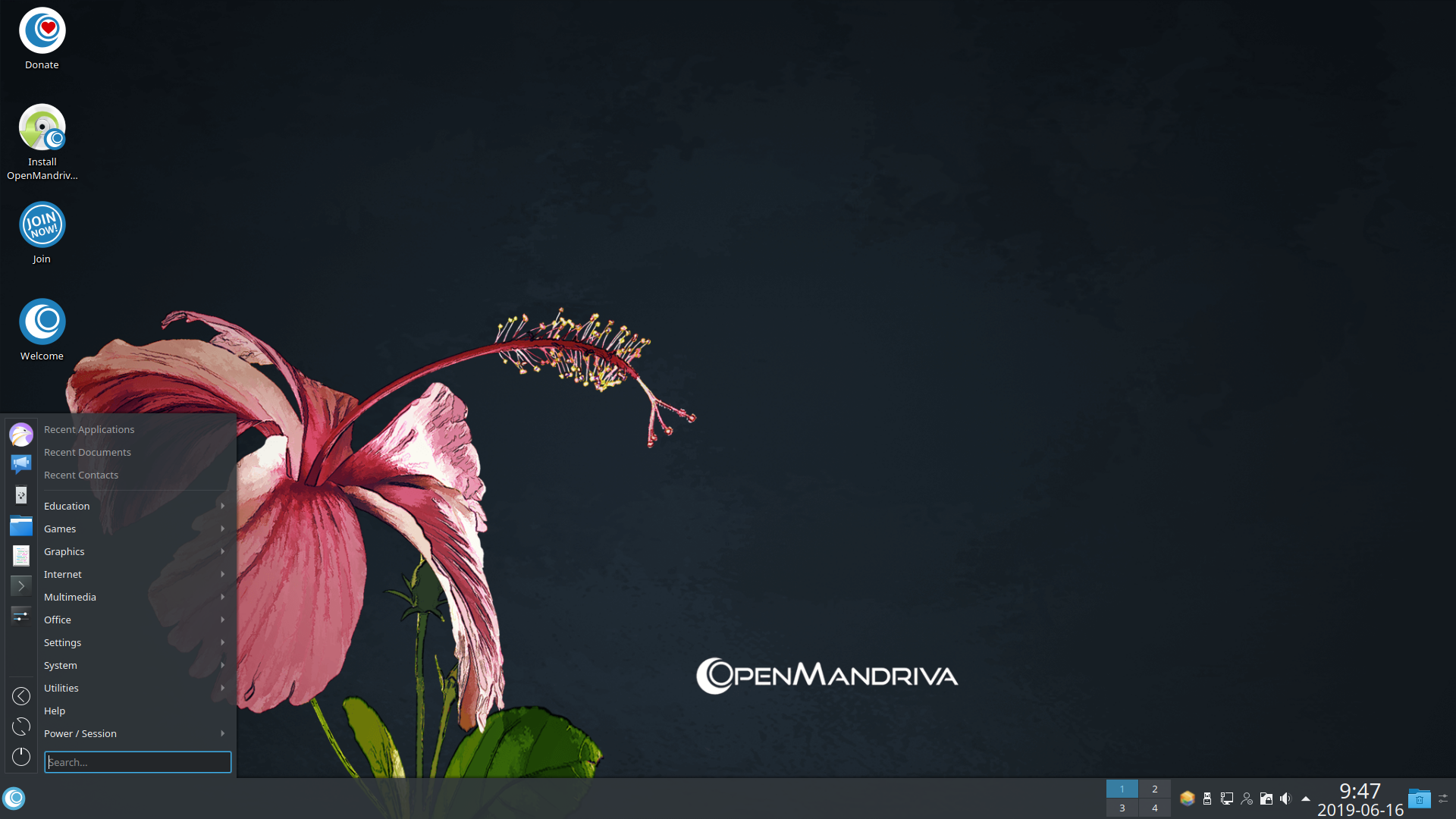
OpenMandriva Lx 4.0
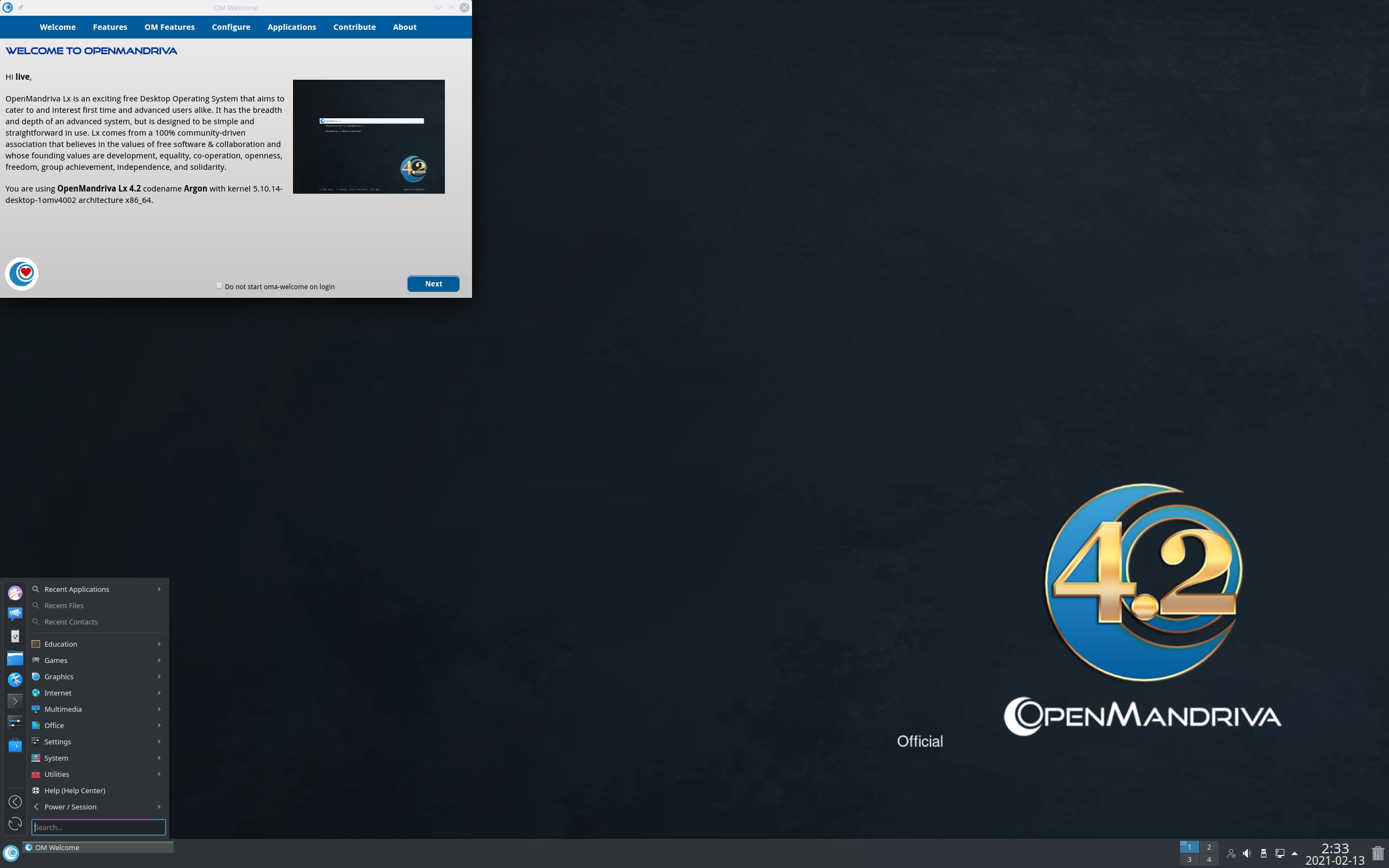
OpenMandriva Lx 4.2

### Дополнительные скриншоты
- Галерея OpenMandriva
- Скриншоты OpenMandriva Lx 4.0